# Таволжанка (приток Вятки)
Таволжанка — река в России, протекает по Омутнинскому району Кировской области. Устье реки находится в 1172 км по левому берегу реки Вятки (бассейн Волги). Длина реки составляет 40 км, площадь водосборного бассейна 237 км².
Исток реки на Верхнекамской возвышенности в 13 км к юго-востоку от посёлка Чёрная Холуница. Река течёт на северо-восток по ненаселённому лесному массиву. До впадения Малой Таволжанки также называется Большой Таволжанкой. Впадает в Вятку в 7 км к юго-западу от посёлка Песковка.

### Притоки (км от устья)
- 32 км: река без названия (пр)
- река Малая Таволжанка (лв)

## Данные водного реестра
По данным государственного водного реестра России, река относится к Камскому бассейновому округу, водохозяйственный участок реки — Вятка от истока до города Киров, без реки Чепца, речной подбассейн реки — Вятка. Речной бассейн реки — Кама.
Код объекта в государственном водном реестре — 10010300212111100030078.